# Токарева, Виктория Самуиловна
Викто́рия Самуи́ловна (Само́йловна) То́карева (урождённая Шефтер, род. 20 ноября 1937, Ленинград) — русский прозаик, редактор, сценарист.
Автор сценария таких советских фильмов, как «Джентльмены удачи» (с Александром Серым и Георгием Данелией), «Мимино» (с Резо Габриадзе и Георгием Данелией), «Шла собака по роялю», «Шляпа».

## Биография
Родилась в 1937 году в Ленинграде в семье инженера Самуила Насоновича Шефтера (1907—1945), еврейского происхождения, уроженца местечка Заборье Лепельского уезда Витебской губернии; мать — Наталья Степановна Хлопова (1913—1995), русско-украинского происхождения, уроженка посёлка Горловка Бахмутского уезда Екатеринославской губернии — работала вышивальщицей в ателье, машинисткой. Родители жили в однокомнатной квартире на Лесном проспекте, 37, корп. 5, кв. 60. Отец был призван в ополчение, впоследствии тяжело болел, был госпитализирован с раком пищевода и скончался в январе 1945 года. Во время войны мать и две дочери, Виктория (1937) и Регина (1936), были в эвакуации в посёлке Кикнур Кировской области, куда эвакуировалась вся семья отца. Долгое время семье помогал старший брат отца, «дядя Женя» (Евгений Носонович Шефтер, 1900—1961), участник Гражданской и Великой Отечественной войн, с предвоенного времени директор Ленинградского металлического завода.
Любовь к литературе проявилась в 13 лет, когда её мать читала ей рассказ Чехова «Скрипка Ротшильда». Тем не менее увлечение литературой не сразу перешло в желание стать писательницей: в девичестве Токарева решила изучать медицину. Однако её заявление было отклонено,[прояснить] и ей пришлось получать музыкальное образование, четыре года учась по классу фортепиано сначала в музыкальной школе и в Ленинградском музыкальном училище (окончила в 1958 году), а затем — в Ленинградской государственной консерватории имени Н. А. Римского-Корсакова.
После замужества Виктория Токарева переехала в Москву. Работала в детской музыкальной школе учительницей пения и тогда же начала писать прозу, позже работала редактором на киностудии «Мосфильм».
В 1962 году Токарева по протекции поэта Сергея Михалкова поступила на сценарный факультет Всесоюзного государственного института кинематографии, который окончила в 1967 году. На второй год обучения в институте по совету Владимира Войновича опубликовала свой первый короткий рассказ «День без вранья» (издательство «Молодая гвардия»).
Работала на телевидении в должности штатного сценариста. В 1971 году вступила в Союз писателей СССР.
Среди книг, написанных в девяностые годы, — «Хэппи энд» (1995), «Самый счастливый день» (1995), «Вместо меня» (1995) и «Лошади с крыльями» (1996), также она публикуется в журналах «Новый мир» и «Юность».
В 1968 году была удостоена премии «Золотой телёнок» «Клуба 12 стульев» «Литературной газеты», став одной из трёх первых лауреатов.

## Семья
- Дочь — Наталья Токарева (род. 1965), сценарист, психоаналитик. Была замужем за режиссёром Валерием Тодоровским[27].
  - Внук — Пётр Тодоровский, сценарист и режиссёр (род. 1986)[27].
  - Внучка — Екатерина Тодоровская (род. 1995)[27].

Имела продолжительный роман с режиссёром Георгием Данелией.

## Киноработы
Токарева начала работать с различными советскими кинорежиссёрами с конца 1960-х годов. Многие из сценариев Токаревой — адаптации её рассказов или книг, среди них — «100 грамм для храбрости» (1976), «Перед экзаменом» (1977), «Талисман» (1983).
Три фильма — «Джентльмены удачи» (1971, сценарий совместно с Александром Серым и Георгием Данелией), «Мимино» (1977, сценарий совместно с Ревазом Габриадзе и Георгием Данелией) и «Шла собака по роялю» (1978) — были чрезвычайно успешными. «Мимино» получил Государственную премию 1978 года и золотую медаль на Московском международном кинофестивале в 1977 году.

## Фильмография (сценарист)
- 1968 — Урок литературы
- 1971 — Джентльмены удачи (с Георгием Данелией и Александром Серым)
- 1973 — Совсем пропащий (экранизация романа Марка Твена «Приключения Гекльберри Финна», с Георгием Данелией)
- 1976 — Сто грамм для храбрости
- 1977 — Мимино (с Резо Габриадзе и Георгием Данелией)
- 1977 — Перед экзаменом
- 1978 — Шла собака по роялю
- 1981 — Шляпа
- 1983 — Талисман
- 1987 — Стечение обстоятельств
- 1993 — Ты есть…
- 2000 — Вместо меня
- 2006 — Простая история

### Фильмография (актриса)
| Год  |   | Название          | Роль                    |
| ---- | - | ----------------- | ----------------------- |
| 1971 | ф | Джентльмены удачи | прохожая (нет в титрах) |

## Экранизации произведений Виктории Токаревой
- 1966 — «Тяжёлый случай» — экранизация рассказа «Сразу ничего не добьёшься».
- 1968 — «Урок литературы» — экранизация рассказа «День без вранья».
- 1976 — «Сто грамм для храбрости» — экранизация одноимённого рассказа.
- 1977 — «Перед экзаменом» — экранизация рассказа «Инструктор по плаванию».
- 1977 — «Между небом и землёй», фильм-спектакль — экранизация повести «Ехал грека».
- 1978 — «Шла собака по роялю» — экранизация повести «Неромантичный человек».
- 1979 — «Дефицит на Мазаева», фильм-спектакль — экранизация рассказа «Пираты в далёких морях».
- 1979 — «Поговори на моём языке», короткометражный фильм — экранизация рассказа «Стечение обстоятельств».
- 1980 — «Глубокие родственники», короткометражный фильм — экранизация одноимённого рассказа.
- 1980 — «Гость», короткометражный фильм — экранизация рассказа «Зануда».
- 1980 — «Зигзаг», короткометражный фильм[30] — экранизация одноимённого рассказа.
- 1981 — «Шляпа» — экранизация повести «Ехал грека».
- 1983 — «Талисман» — экранизация повести «Ни сыну, ни жене, ни брату».
- 1984 — «Маленькое одолжение» — экранизация одноимённого рассказа.
- 1985 — «Тайна Земли», короткометражный фильм — экранизация одноимённого рассказа.
- 1986 — «О том, чего не было» — экранизация повести «Звезда в тумане».
- 1986 — «Кто войдет в последний вагон…» — экранизация повести «Старая собака».
- 1987 — «Стечение обстоятельств» — экранизация повести «Длинный день».
- 1991 — «Хеппи-энд» — экранизация одноимённой повести.
- 1992 — «Мелодрама с покушением на убийство» — экранизация повести «Пять фигур на постаменте».
- 1993 — «Ты есть...» — экранизация повести «Я есть. Ты есть. Он есть».
- 1994 — «Я люблю» — экранизация повести «Ничего особенного».
- 2000 — «Вместо меня» — экранизация одноимённого рассказа.
- 2001 — «Лавина» — экранизация повести «Груда камней голубых».
- 2006 — «Важнее, чем любовь...», телевизионный фильм — экранизация повести «Длинный день».
- 2006 — «Простая история», телевизионный фильм — экранизация повести «Паша и Павлуша».
- 2007 — «Лилии для Лилии», телевизионный фильм — экранизация рассказа «Розовые розы».
- 2007 — «Единственному, до востребования», телевизионный фильм — экранизация рассказа «Свинячья победа».
- 2008 — «Птица счастья», телевизионный фильм — экранизация одноимённой повести.
- 2008 — «Своя правда», телевизионный фильм — экранизация одноимённой повести. В соавторстве с Майей Шаповаловой.
- 2009 — «Первая попытка», телевизионный фильм — экранизация одноимённой повести. В соавторстве с Майей Шаповаловой.
- 2009 — «Террор любовью», телевизионный фильм — экранизация одноимённой повести. В соавторстве с Майей Шаповаловой.

## Награды и премии
- Орден «За заслуги в культуре и искусстве» (13 июня 2024 года) — за большой вклад в развитие отечественной культуры и искусства, многолетнюю плодотворную деятельность[31].
- Орден «Знак Почёта» (11 декабря 1987 года) — за заслуги в области советской литературы[32].
- Памятная Золотая Медаль Сергея Михалкова (2017)[33].
- Лауреат первого сезона Всероссийской литературной премии «Гипертекст» имени Александра Чаковского в номинации «За вклад в литературный процесс» (2024)[34].

## Автобиография
- Виктория Токарева. Остановись, мгновенье.... — СПб.: Азбука, 2020. — 240 с. — 20 000 экз. — ISBN 978-5-389-18540-1.
- Виктория Токарева. Между прочим...: повесть, очерки, эссе, интервью. — СПб.: Азбука, 2023. — 448 с. — 5000 экз. — ISBN 978-5-389-22741-5.